# Чагин, Иван Иванович
Иван Иванович Чагин (12 ноября 1860 — 12 октября 1912) — русский контр-адмирал, участник Цусимского сражения (командир крейсера «Алмаз»), командир императорской яхты «Штандарт».

## Биография
Потомственный дворянин Тверской губернии. (С. Н. Тимирёв утверждал, что он из купцов).
- 16 сентября 1875 — Поступил в Морской корпус.
- 1877 — В плавании на корвете «Боярин».
- 1878 — В плавании на корвете «Гиляк».
- 3 ноября 1878 — Унтер-офицер.
- 20 апреля 1880 — Гардемарин. Награждён Нахимовской премией за успехи в учёбе. В плавании на плавучей батарее «Первенец».
- 30 августа 1881 — Мичман (ВП № 24).
- 1881—1884 — В плавании на крейсере «Герцог Эдинбургский» по Тихому океану.
- 1885 — В плавании на клипере «Жемчуг».
- 1 января 1886 — Лейтенант.
- 26 мая 1886 — Младший минный офицер крейсера «Память Меркурия».
- 20 сентября 1886 — Зачислен в минный офицерский класс. Назначен преподавателем Морского корпуса.
- 29 сентября 1886 — Минный офицер 2-го разряда.
- 2 апреля 1887 — Минный офицер крейсера «Африка» (3-й флотский экипаж).
- 1 января 1888 — Старший минный офицер эскадренного броненосца «Екатерина II».
- 6 марта 1893 — Старший флаг-офицер начальника эскадры Тихого океана.
- 1893 — Служит на корвете «Витязь» и канонерской лодке «Бобр» на Тихом океане.
- 24 июня 1896 — Морской агент в Японии.
- 6 декабря 1896 — Старший офицер крейсера «Россия».
- 8 апреля 1899 — Капитан 2-го ранга.
- 1901 — Во главе русского десантного отряда участвовал в походе на Пекин. С. Н. Тимирёв пишет в воспоминаниях «Четыре года на яхте "Штандарт"» (машинопись, 1924, стр. 41-42)): «Чагин... командовал русским отрядом, бывшим в составе международного десанта под общим начальством английского адмирала Сеймура... По свидетельству адмирала Сеймура, правой рукой его в этом походе был капитан 2-го ранга Чагин, который, между прочим, прекрасно владел английским языком (равно как французским, немецким и японским)».
- 10 декабря 1901 — Отчислен от должности старшего офицера крейсера «Россия».
- 14 января 1902[1] — Командир крейсера «Алмаз».
- 17 мая 1902 — Председатель строительной комиссии Петербургского порта.
- 25 сентября 1902 — 4 апреля 1903 — Слушатель Морской академии.
- 1903 — Участвует в командно-штабной игре в Главном Морском Штабе на стороне Японии.
- 16 августа 1903 — Флигель-адъютант.
- 14 мая 1905 — Участвовал в Цусимском сражении. Крейсер «Алмаз» под его командованием был единственным крупным кораблем эскадры, добравшимся до Владивостока.
- 6 июня 1905 — Сдал командование капитану 2-го ранга Угрюмову.
- 27 сентября 1905 — Член комиссии по пересмотру «Положения о морском цензе».
- 7 ноября 1905 — Командир Императорской яхты «Штандарт».
- 2 апреля 1906 — Капитан 1-го ранга.
- 29 марта 1909 — Контр-адмирал с назначением в свиту Его Императорского Величества.

Осенью 1912 года застрелился. Служивший с ним на яхте «Штандарт» С. Н. Тимирёв писал: «Самоубийство Чагина... в своё время вызвало много толков и сплетен...на самом деле причина его самоубийства была чисто романической... Завязка романа, имевшего такой трагический конец, произошла на моих глазах» («Четыре года на яхте "Штандарт"», 1924, машинопись, с. 43).
Однако наиболее широкое распространение получила версия, что причиной самоубийства стало выявление в экипаже «Штандарта» эсеров, которые в судовой типографии печатали революционные прокламации на бланках «Штандарта»
Похоронен в Александро-Невской лавре на Никольском кладбище (21-я дор.). На месте захоронения установлен памятник. В 2019 году памятник контр-адмиралу Ивану Чагину восстановлен. Работы по восстановлению памятника велись по проекту однофамильца И. И. Чагина — Станислава Чагина.
В честь И. И. Чагина названы:
- мыс Чагина (Японское море, полуостров Корея, 35°29′ с.ш., 129°23′ в.д., мыс обследован в 1893 году экипажем канонерской лодки «Бобр», им же назван по фамилии лейтенанта И. И. Чагина, в настоящее время русское название на карты не наносится)[6];
- мыс Чагина (Японское море, полуостров Корея, 39°33′ с.ш., 127°32′ в.д., мыс обследован в 1893 году экипажем корвет «Витязь», им же было присвоено название мысу, в настоящее время русское название на карты не наносится)[6].

## Награды
Российской империи
- Орден Святого Станислава III степени (1.1.1890).
- Орден Святой Анны III степени (1.1.1894).
- Орден Святого Станислава II степени (30.10.1895).
- Орден Святой Анны II степени (6.12.1904).
- Орден Святого Владимира IV степени с бантом.
- Орден Святого Георгия IV степени (18.9.1905).
- Орден Святого Владимира III степени (6.12.1906).
- Орден Святого Станислава I степени (18.4.1910).
- Медаль «В память царствования императора Александра III» (1896).
- Медаль «В память коронации Императора Николая II» (1896).
- Медаль «За поход в Китай» (1902).
- Золотой жетон за 5 лет непрерывной службы на императорской яхте «Штандарт» (11.7.1911).
- Золотая сабля «за храбрость» за участие в походе на Пекин (10.12.1901).

Иностранных государств:
- Орден Аннамского дракона офицерского знака (25.8.1894).
- Японская серебряная медаль по случаю 25-летия императорской японской четы (27.3.1895).
- Королевский орден Камбоджи офицерского знака (18.3.1896).
- Орден За морские заслуги 1 класса, белого цвета (Испания) (1898).
- Орден Священного сокровища III степени (Япония) (14.2.1898).
- Орден Почётного легиона офицерский крест (Франция)(12.6.1900).
- Орден Короны II степени с мечами (Пруссия) (14.1.1902).
- Орден Короны II степени с мечами и бриллиантами (Пруссия) (12.3.1902).
- Медаль за Китайский поход (Пруссия) (1902)
- Орден Святых Маврикия и Лазаря офицерского креста (Италия) (18.1.1903).
- Прусский Орден Красного орла II степени (27.8.1904).
- Персидский орден Льва и Солнца (3.11.1905).
- Прусский Орден Красного орла с мечами (7.11.1905).
- Прусский орден короны II степени (13.8.1907).
- Королевский Викторианский орден III класса (Великобритания) (7.7.1908)
- Королевский Викторианский орден II класса (Великобритания) (5.11.1909).
- Орден Почётного легиона командорского креста (Франция) (13.10.1908).
- Орден Меча большого креста (Швеция) (28.7.1909).
- Бухарский орден золотой звезды с алмазами (5.11.1909).
- Португальский орден Святого Бенедикта Ависского большого офицерского креста (24.5.1910).
- орден Меджидие 1-й степени (Турция) (18.7.1910).
- Бухарский орден Тадж с бриллиантами (13.12.1911).